# Бутан на Летњим олимпијским играма 2004.
Бутану је ово било шесто учешће на Летњим олимпијским играма. На Олимпијским играма 2004. у Атини представљало га је двоје спортиста (један мушкарац и једна жена) који су се такмичили у стреличарству. 
Спортисти Бутана на овим играма нису освојили ниједну медаљу, па је Бутан остао у групи земаља које нису освајале олимпијске медаље на свим олимпијским играма на којима су учествовале.

## Резултати

#### Мушкарци
| Стреличар   | Дисциплина  | Пласман  | Пласман | Коло 64 так.                         | Коло 32 так.                        | Коло 16 так        | Четвртфинале       | Полуфинале         | Финале             | Финале           |
| Стреличар   | Дисциплина  | Резултат | Пласман | Противник Резултат                   | Противник Резултат                  | Противник Резултат | Противник Резултат | Противник Резултат | Противник Резултат | Место            |
| ----------- | ----------- | -------- | ------- | ------------------------------------ | ----------------------------------- | ------------------ | ------------------ | ------------------ | ------------------ | ---------------- |
| Таши Пелџор | Појединачно | 627      | 52      | де Грандис · Француска · Поб 161-136 | Прилепау · Белорусија · Пор 152-155 | Није се пласирао   | Није се пласирао   | Није се пласирао   | Није се пласирао   | Није се пласирао |

#### Жене
| Стреличарка  | Дисциплина  | Пласман  | Пласман | Коло 64 так.             | Коло 32 так.                        | Коло 16 так        | Четвртфинале       | Полуфинале         | Финале             | Финале            |
| Стреличарка  | Дисциплина  | Резултат | Пласман | Противник Резултат       | Противник Резултат                  | Противник Резултат | Противник Резултат | Противник Резултат | Противник Резултат | Место             |
| ------------ | ----------- | -------- | ------- | ------------------------ | ----------------------------------- | ------------------ | ------------------ | ------------------ | ------------------ | ----------------- |
| Церинг Чоден | Појединачно | 600      | 54      | Лин · Кина · Поб 159-156 | Кумари · Индија · Пор 134-134 (4-7) | Није се пласирала  | Није се пласирала  | Није се пласирала  | Није се пласирала  | Није се пласирала |